# Doris Waschk-Balz
Doris Balz épouse Waschk, née le 26 novembre 1942 à Berlin et morte le 8 mars 2025 à Hambourg, est une sculptrice allemande.

## Biographie
Après l'abitur à Heilbronn, elle commence en 1962 à étudier auprès d'Ulrich Günther (céramique) et Rudolf Daudert (sculpture) à l'académie des beaux-arts de Stuttgart. Elle poursuit cette démarche auprès de Gustav Seitz, élève de son grand-père Wilhelm Gerstel, à la Hochschule für bildende Künste Hamburg en 1964. Elle est artiste indépendante depuis 1968. Elle travaille également comme membre de jury lors de concours d'art.
Elle vit avec son mari, l'illustrateur Klaus Waschk, à Hambourg.

## Œuvre

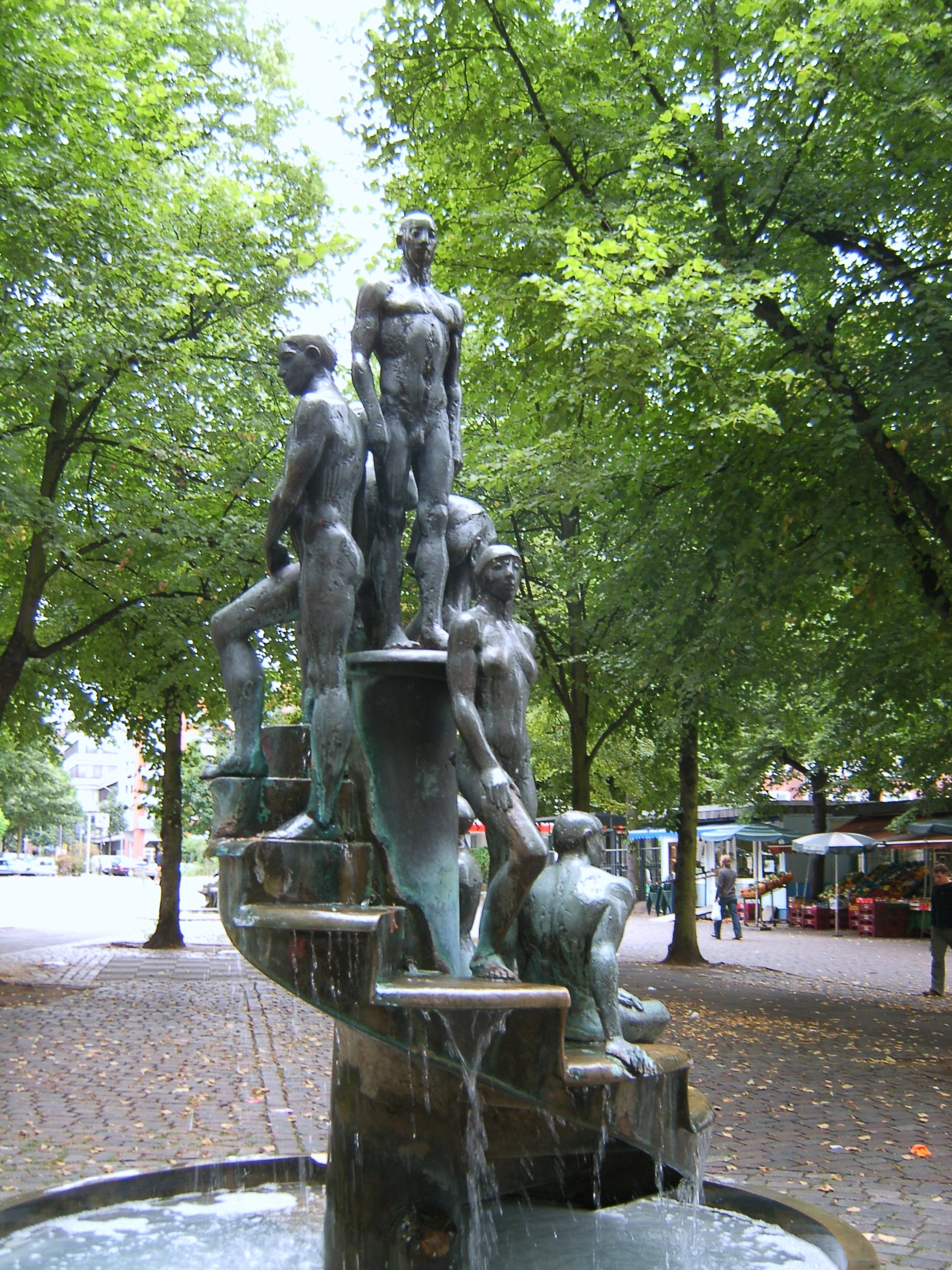
Großneumarktbrunnen, 1980.

L'élément le plus important de ses œuvres en terre cuite et en bronze, souvent composées de plusieurs parties et pouvant être combinées de différentes manières, est le jeu avec la perspective, avec les personnages et le paysage.
Les œuvres de Doris Waschk-Balz sont présentes sous forme de sculptures, de fontaines et de monuments dans les lieux publics de Hambourg, du Schleswig-Holstein et de Basse-Saxe. Au Großneumarkt de Hambourg se trouve une fontaine en bronze avec un escalier en colimaçon, sur les marches de laquelle l'artiste a placé des personnages de différentes tailles. L’Ottenser Torbogen sur la Spritzenplatz à Hambourg-Ottensen, une sculpture en bronze dans laquelle une femme assise et une femme qui marche partagent une arcade, façonne l'image du quartier depuis 1980. En 1985, elle conçoit le vaste projet artistique du lotissement Essener Straße à Hambourg-Langenhorn avec 12 sculptures individuelles et un grand groupe de sculptures.
En guise de mémorial, le mémorial de la synagogue (1982) de l'Oberstrasse à Hambourg montre un rideau de sanctuaire de Torah déchiré avec un rouleau de Torah et vise à rappeler que la synagogue du Temple de 1931 (construite par les architectes Felix Ascher et Robert Friedman ; aujourd'hui le studio Rolf Liebermann de la NDR) fut profané mais non détruit. En 1989, elle conçoit le mémorial de la destruction de la synagogue de la Goethestraße à Kiel.
Waschk-Balz est également impliquée dans la conception de pièces de monnaie, notamment des pièces commémoratives. Une série de cinq pièces est lancée en 1970 en tant que pièces commémoratives de la République fédérale d'Allemagne pour commémorer les Jeux olympiques d'été de 1972 à Munich. Le motif de la quatrième pièce est conçu par Waschk-Balz.
En avril 2006, le jury de l'Office fédéral de la construction et de l'aménagement du territoire privilégie d'abord le projet de Waschk-Balz (clocher de l'église Saint-Michel avec silhouette des autres églises principales) pour le motif hambourgeois de la pièce commémorative de deux euros de la série « Die Bundesländer ». Cependant, comme l'église Saint-Michel devait être représentée seule comme l'emblème de Hambourg et que Waschk-Balz rejeta une modification, c’est le projet d'Erich Ott qui fut retenu.